# جوناثان أوليفيرا كيمارايس
جوناثان أوليفيرا كيمارايس هو لاعب كرة قدم برازيلي، ولد في 11 مايو 1991 في ريو دي جانيرو في البرازيل. لعب مع نادي ساو بيرناردو ونادي فاسكو دا غاما.